# Friedrich von Brandenburg (1588–1611)

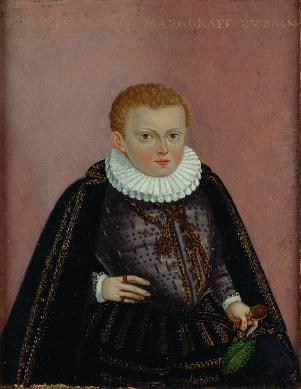
Markgraf Friedrich IX. von Brandenburg

Friedrich von Brandenburg (* 22. März 1588 in Cölln; † 19. Mai 1611 in Sonnenburg) war als Friedrich IX. Markgraf von Brandenburg.

## Leben
Friedrich, aus dem Hause Hohenzollern, war ein Sohn des brandenburgischen Kurfürsten Johann Georg (1525–1598) aus dessen dritter Ehe mit Elisabeth (1563–1607), Tochter des Fürsten Joachim Ernst von Anhalt. Friedrich wurde in Frankfurt am Main und Tübingen ausgebildet und unternahm eine ausgedehnte Kavalierstour durch Europa.
Er wurde zunächst 1604 Koadjutor und schließlich 1610 Herrenmeister des Johanniterordens in der brandenburgischen Ballei Sonnenburg. Er starb bereits 23-jährig und wurde in der Pfarrkirche von Küstrin bestattet.
Sein Wahlspruch lautete Justus ut palma floredit („Der Gerechte wird wie ein Palmbaum blühen“).